# 伐休尼師今
伐休尼師今（ばっきゅう にしきん、生年不詳 - 196年4月）は、新羅の第9代の王（在位:184年 - 196年）であり、姓は昔。父は第4代の脱解尼師今の子の仇鄒角干、母は金氏の只珍内礼夫人。

## 治世
184年3月に先代の阿達羅尼師今が死去したときに嗣子がいなかったため、国人に推挙されて即位した。185年に初めて軍主の制度を設け、波珍飡（4等官）の金仇道と一吉飡（7等官）の金仇須兮を任命し、召文国（慶尚北道義城郡）を討伐させた。この後、百済との交戦が激化し、188年2月には百済から母山城（忠清北道鎮川郡）を攻められ、金仇道がこれを撃退した。189年には金仇道が狗壌（忠清北道沃川郡）で百済と戦って勝利を収めた。さらに190年8月、百済は円山郷（慶尚北道醴泉郡）に攻め入り、缶谷城を包囲した。このときに金仇道は騎兵500を率いて反撃し、蛙山まで出撃したが百済軍に敗れることとなった。。
193年6月には倭人が飢饉に見舞われ、食を求めて1千余人が新羅に流入したという。
在位13年にして196年4月に死去した。埋葬地は伝わらない。